# ما خفي أعظم (برنامج)
ما خفي أعظم هو برنامج صحفي سياسي استقصائي يُعرض على قناة الجزيرة، يرصد قضايا يلفّها الغموض من مختلف دول العالم ويتتبع خيوطها وتفاصيلها ويسعى لكشف نتائج جديدة عبر التحقيق الميداني، يتابع الأشخاص المرتبطين بالقضية مستعينا بأساليب التصوير السري ومواجهة المعنيين أمام الكاميرا. يقدمه المذيع الصحفي تامر المسحال، يقوم بكشف حقائق وقضايا سياسية أو عامة تهم المشاهد في العالم العربي أو العالم الاسلامي وتؤثر في حياته.
يقدم البرنامج المذيع في قناة الجزيرة تامر المسحال والذي بدأ حياته الإعلامية متدربًا وهو طالبٌ جامعي في مكتبٍ لصحيفة القدس الفلسطينية في غزة، ثم متدربًا إلى مكتب هيئة الإذاعة البريطانية عام 2001 ، ثم منتجًا للأخبار ومترجمًا في القسم الدولي، وعُين عام 2006 مراسلًا من غزة للقسم العربي في الهيئة. في مارس 2008 انضم للعمل في قناة الجزيرة مراسلًا لها من قطاع غزة. برز اسمه أثناء مشاركته في تغطية للحروب الإسرائيلية على قطاع غزة في الأعوام 2008 و2012 و2014، بالإضافة إلى تغطية آثار الحصار الإسرائيلي على قطاع غزة من خلال إنتاج قصص وتغطيات مباشرة متعددة.

## مواعيد العرض
إن مواعيد العرض متعددة وغير منتظمة وتكون بحسب نهاية الاستقصاء وعمليات المونتاج التي تتم على حلقة البرنامج. وتمتد كل حلقة من البرنامج على مدار خمسين دقيقة تقريبا.

## الحلقات
| العام | رقم الحلقة | تاريخ البث | عنوان الحلقة                                       | عنوان وموضوع الحلقة | رابط اليوتيوب |
| ----- | ---------- | ---------- | -------------------------------------------------- | --- | ------------- |
| 2016  | 1          | 6 نوفمبر   | سقوط في حرم السفارة"                               | "سقوط في حرم السفارة" الحلقة الأولى من برنامج "ما خفي أعظم" الذي يفتح ملف المناضل الفلسطيني عمر النايف، الذي قضى بسفارة بلاده بصوفيا في شباط 2015. |               |
| 2016  | 2          | 29 ديسمبر  | تنظيم الدولة في بروكسل                             | الجزيرة تكشف "خفايا تنظيم الدولة في بروكسل "، وجود تنظيم الدولة الإسلامية في العاصمة البلجيكية بروكسل التي تتقدم الدول الأوروبية بتصدير المقاتلين ضمن صفوف التنظيم في سوريا والعراق. |               |
| 2017  | 3          | 30 مارس    | محمد الزواري طيار المقاومة                         | محمد الزواري طيار المقاومة، تفاصيل جديدة عن اغتيال محمد الزواري مهندس الطيران التونسي وعضو كتائب عز الدين القسام. |               |
| 2017  | 4          | 1 نوفمبر   | الجزيرة.. الأسئلة الصعبة                           | الجزيرة.. الأسئلة الصعبة، سلط الضوء على الاتهامات الموجهة لقناة الجزيرة، وحملات التشويه والتحريض التي تعرضت لها. |               |
| 2018  | 5          | 4 مارس     | قطر 96 - ج1                                        | قطر 96.. خبايا محاولة الانقلاب (الجزء الأول)، يكشف ولأول مرة خبايا محاولة الانقلاب على نظام الحكم في قطر عام 1996، ومن بينها شهادات لقياديين شاركوا بالمحاولة ووثائق حصرية. |               |
| 2018  | 6          | 8 مارس     | قطر 96 - ج2                                        | قطر 96.. خبايا محاولة الانقلاب (الجزء الثاني) |               |
| 2018  | 7          | 2 ابريل    | بين تطرفين                                         | "بين تطرفين" السعودية.. من جهيمان إلى دراهم الإمارات، وملف التحولات في السعودية بين التطرف والصحوة والتغيير، وكيف استطاعت الإمارات النفاذ إلى المشهد السعودي، حتى بات كثيرون يقولون إن مشروع التغيير في المملكة يقاد برؤية إماراتية. |               |
| 2018  | 8          | 29 مايو    | اختراق "قنا                                        | تتحدث الحلقة عن اختراق وكالة قنا القطرية و يكشف النقاب عن الجهات التي تقف خلف عملية اختراق الوكالة واسبابها |               |
| 2018  | 9          | 23 سبتمبر  | كردستان.. رهان الاستفتاء                           | كردستان.. رهان الاستفتاء، ملف الاستفتاء على تقرير مصير إقليم كردستان العراق وما سعى إليه وتمناه أكراد العراق. |               |
| 2018  | 10         | 16 ديسمبر  | قصة أول محاولة غزو عسكري لقطر بترتيب إماراتي سعودي | قصة أول محاولة غزو عسكري لقطر بترتيب إماراتي سعودي، في هذه الحلقة لقاء حصري مع بول باريل، حيث يفتح صندوقه الأسود لملفات الخليج والمنطقة، وظهر للمرة الأولى لرواية تفاصيل قيادته لعملية غزو عسكري لقطر 1996 بتمويل ودعم إماراتي سعودي بحريني. |               |
| 2019  | 11         | 3 مارس     | خاشقجي - اين الجثة                                 | قصة اغتيال الصحفي السعودي جمال خاشقجي في قنصلية بلاده في اسطنبول وما تلاها من محاولات لطمس الحقائق. صور تظهر للمرة الأولى من داخل منزل القنصل السعودي محمد العتيبي حيث تم التخلص من أجزاء الجثة. |               |
| 2019  | 12         | 14 ابريل   | من مستورد إلى مصدر                                 | من مستورد إلى مصدر.. من ساعد إسرائيل في سرقة غاز غزة؟، ضمن تحقيق استقصائي كيف تعاملت السلطة الفلسطينية مع استخراج الغاز الفلسطيني بصفقات مشبوهة، وتأميم الاحتلال الإسرائيلي للغاز. |               |
| 2019  | 13         | 14 يوليو   | اللاعبون بالنار                                    | ننحدث الحلقة عن كيفية تجنيد النظام البحريني قياديين بالقاعدة لمهمات اغتيال وتخريب، كشف البرنامج تجنيد المخابرات البحرينية لقياديين بـتنظيم القاعدة لاغتيال معارضين بارزين بمخطط نسقته عام 2003، واستعرض تسجيلات سرية تتضمن شهادات لمنفذي المخطط الذي وُضع بتكليف مباشر من ملك البحرين. |               |
| 2019  | 14         | 22 سبتمبر  | خلف الستار                                         | تتحدث الحلقة عن مخطط قرصنة قنوات "بي إن سبورتس" القطرية من قبل شبكة تضم أطرافا سعودية، وهما شركتان سعوديتان "سيلفيجن" و "شماس" تورطتا في عمليات القرصنة التي قامت بها قناة تعرفُ باسم "بي آوت كيو" وتقع في مقر شركة إعلامية في حي القيروان بالرياض، وتمكن البرنامج من الحصول على وثائق تثبت تحويلات مالية بين الشركات المتورطة وإدارة القمر الصناعي "عربسات"، كما كشف عن تجهيز مكان بديل لعملية القرصنة في دولة عربية أفريقية بعد زيادة الضغوط على السعودية. |               |
| 2019  | 15         | 20 اكتوبر  | وورلد تشيك                                         | تكشف الحلقة عبر قوائم إسرائيلية ومصرية وإماراتية وصحف صفراء كيفية وصم الآلاف بالإرهاب عبر قوائم شركة “وورلد تشيك” التي تعمل على وضع قائمة سوداء لأشخاص ومؤسسات متهمة بالإرهاب والجرائم المالية. |               |
| 2019  | 16         | 1 ديسمبر   | أربعون دقيقة                                       | أربعون دقيقة، يكشف عن شهادات وتسريبات ولقطات حصرية لعملية تسلل الوحدة الخاصة "سييرت متكال" الإسرائيلية إلى غزة وإفشال مخططها من كتائب القسام. |               |
| 2020  | 17         | 2 فبراير   | جهيمان.. الرواية الأخرى                            | جهيمان.. الرواية الأخرى ،يكشف عن تفاصيل دقيقة للعملية الدامية لفك حصار الحرم المكي بتاريخ 1979/11/20، وحصل البرنامج على وثائق تثبت أن دولاً أجنبية أسهمت بتحرير الحرم المكي، ولقاء قائد الفريق الفرنسي بول باريل. |               |
| 2020  | 18         | 8 مارس     | استثمار على الرمال                                 | تكشف الحلقة عن وثائق وشهادات حصرية تكشف تفاصيل ما تعرض له مستثمرون عرب وأجانب في دبي، من عمليات ابتزاز واستيلاء على أموالهم تحت غطاء جهات متنفذة في الإمارات. ايضا تم علارض وثائق وشهادات حصرية تكشف تفاصيل ما تعرض له مستثمرون عرب وأجانب في دبي، من عمليات ابتزاز واستيلاء على أموالهم تحت غطاء جهات متنفذة في دولة الإمارات. وكشف التحقيق شهادات مستثمرين تعرضوا للاعتقال في إمارة دبي، كان بينهم مؤسس شركة "تعمير" العقارية عمر عايش. |               |
| 2020  | 19         | 17 مايو    | تجارة الوباء                                       | تجارة الوباء حصل البرنامج على ملف من الوثائق الحصرية التي تكشف الجانب الخفي من عمل الشركات الكبرى التي تحتكر سوق صناعة اللقاحات والأدوية دوليا . |               |
| 2020  | 20         | 12 يوليو   | شيتي وشركاه                                        | تفاصيل هروب شيتي من الإمارات واسم شريكه الخفي بمحادثات ووثائق مسربة تفاصيل هروب رجل الأعمال الهندي بي آر شيتي من الإمارات بما يفوق 7 مليارات دولار أميركي. |               |
| 2020  | 21         | 13 سبتمبر  | الصفقة والسلاح                                     | الصفقة والسلاح، لقطات حصرية يكشف طرق حصول كتائب القسام في غزة على السلاح رغم التحالف الأمني والعسكري بين إسرائيل وبعض الدول العربية ضدهم. و تكشف الحلقة ايضا تفاصيل التحالف الأمني والعسكري بين إسرائيل وبعض الدول العربية، بما في ذلك الموقف من قطاع غزة. |               |
| 2020  | 22         | 20 ديسمبر  | شركاء التجسس                                       | شركاء التجسس، لقطات حصرية يعرضها لأخطر البرامج التجسسية برنامج التجسس الإسرائيلي "بيغاسوس" واختراقه هواتف إعلاميين ونشطاء، تستخدمه إسرائيل للتنصت على معارضيها وحتى حلفاؤها. |               |
| 2021  | 23         | 21 مارس    | داخل الخط الأحمر                                   | تكشف الحلقة أسرار ملف الجريمة المنظمة وعمليات الاغتيال والقتل التي تجري بحق نشطاء وقيادات مجتمعية ومواطنين داخل المناطق العربية في إسرائيل، عبر شهادات حصرية لضحايا وأقارب ضحايا الجريمة المنظمة وعمليات اغتيال الفلسطينيين داخل الخط الأخضر، حيث تصاعد القتل والاغتيال وانتشر السلاح في الداخل الفلسطيني انتشارا ملحوظا مسجلا معدلات قياسية، وسط سكوت مريب من قبل السلطات الأمنية الإسرائيلية، وتم عرض طريقة اغتيال محمد أبو نجم، وهو واحد من أبرز الرموز القيادية الفلسطينية الوطنية في يافا، وقد تم استهدافه بطلقات نارية من قبل عصابة مسلحة تمكنت من قتله. |               |
| 2021  | 24         | 6 يونيو    | في قبضة المقاومة                                   | "في قبضة المقاومة" معلومات ولقطات حصرية ولقاء مع نائب قائد أركان كتائب القسام مروان عيسى. وتم عرض تسجيل صوتي كشفت عنه كتائب الشهيد عز الدين القسام (الجناح العسكري لحركة حماس)، لأحد الجنود الإسرائيليين الأسرى لديها في قطاع غزة منذ عام 2014. |               |
| 2021  | 25         |            | غريبو الاطوار                                      | تعرض الحلقة حول تسريبات حصرية عن سيطرة أبو ظبي على فيلم هوليودي وتوجيهه الإساءة إلى قطر، وبيّن كيفية سيطرة أبو ظبي على الفيلم وتحويله إلى فيلم سياسي موجه يخدم أجندتهاـ عبر فيلم "غريبو الأطوار" (the misfits) السينمائي، مع إجراء لقاءات حصرية مع مشاركين في الفيلم، بينهم أحد منتجيه الرئيسيين، وتتبع جميع مراحل إنتاج الفيلم في الإمارات وخارجها، والأشخاص والمسؤولين المرتبطين به. |               |
| 2022  | 26         | 7 يناير    | كابوس "ليلة الاقتحام                               | تكشف الحلقة عن وثائق سرية وشهادات حصرية تكشف عن معاناة شخصيات مسلمة في النمسا, اتهامات بالإرهاب وبتمويله شملت أكثر من 100 شخصية نمساوية مسلمة، اقتُحمت منازل 30 منهم ضمن عملية أمنية سُمّيت “الأقصر”، أظهر تحقيق برنامج “ما خفي أعظم” بالأدلة والوثائق أهدافها وتفاصيلها. | [ 32 ]        |
| 2022  | 27         | 25 فبراير  | مَن أصدر الأمر؟                                     | تتحدث الحلقة عن قضية اغتيال الناشط الفلسطيني نزار بنات، وعرَض تسجيلات ووثائق حصرية تميط اللثام عن الحقائق التي أريد لها أن تطوى، ولقطات توثق لحظة بلحظة ما حدث. |               |
| 2022  | 28         | 27 مايو    | قلب المعادلة                                       | تتحدث الحلقة عن معركة “سيف القدس”، وكشف ما حدث في المعركة التي دامت 10 أيام، ومهام قادتها في غزة عبر غرفة مشتركة للمقاومة الفلسطينية مع ضباط استخبارات من “محور المقاومة”. |               |
| 2022  | 29         | 1 يوليو    | الموساد في إسطنبول                                 | فتح برنامج “ما خفي أعظم” في تحقيق جديد له ملف عمل جهاز المخابرات الإسرائيلي “الموساد” في تركيا، وعرض وثائق وتسجيلات وشهادات أشخاص استهدفهم الموساد، لكنهم أبلغوا السلطات التركية باستهدافهم. |               |
| 2022  | 30         | 28 أكتوبر  | جيش الظل                                           | يعرض برنامج "ما خفي أعظم" التحقيقي، مشاهد وشهادات حصرية، توثق ما يجري من انتهاكات مروعة بحق اللاجئين على حدود اليونان مع تركيا. وتمكن تحقيق "ما خفي أعظم"، الذي يحمل عنوان "جيش الظل"، من رصد الوضع المتوتر خلال الأشهر الأخيرة على جانبي الحدود. كما حصل على وثائق وتسريبات تكشف خفايا ما يجري، البرنامج أجرى خلال التحقيق لقاءات خاصة مع مسؤولين؛ بينهم وزير شؤون الهجرة اليوناني، ووزير الداخلية التركية، فضلا عن مقابلات حصرية أخرى. |               |
| 2023  | 31         | 6 يناير    | خارج الحسابات                                      | يَعرض برنامج الجزيرة التحقيقي ما خفي أعظم ، لقطات ولقاءات حصرية تكشف جانبا من كواليس "كتيبة جنين" التابعة لسرايا القدس الجناح العسكري للجهاد الاسلامي، وأيضاً مجموعة عرين الأسود في نابلس. وقد تمكن ما خفي أعظم من مواكبة شرارة المقاومة في الضفة الغربية وتمددها على الرغم من الاستهداف الاسرائيلي المتواصل لها والتعقيدات الأمنية التي تواجهها. ويعرض التحقيق الذي يحمل عنوان خارج الحسابات تفاصيل تنشر لأول مرة عن بعض عمليات مجموعات المقاومة التي حدثت مؤخراً في الضفة الغربية. |               |
| 2023  | 32         | 17 فبراير  | تونس.. الأيادي الخفية                              | التطورات السياسية والأمنية في تونس، وكشفت عن تفاصيل مثيرة تتعلق بأحداث أمنية كبيرة عصفت بالبلاد خلال السنوات الأخيرة، ولا تزال طي الكتمان |               |
| 2023  | 33         | 17 مارس    | أسرار شوغالي                                       | سلطت حلقة (2023/3/17) من برنامج "ما خفي أعظم" الضوء على الأرشيف السري لوثائق الفريق الروسي في ليبيا الذي اعتُقل في العاصمة الليبية، طرابلس، عام 2019. وعرض التحقيق وثائق وصورا ولقطات يُكشف عنها للمرة الأولى، توثق المهمات السرية التي قام بها الفريق الروسي في ليبيا ودول محيطة، بقيادة مكسيم شوغالي، الذي يتهم بأنه أحد أبرز مساعدي يفغيني بريغوجين، مؤسسِ شركة "فاغنر" الروسية |               |
| 2023  | 34         | 19 أيار    | قتل الأدلة                                         | تزامنا مع الذكرى السنوية الأولى لاغتيال الزميلة شيرين أبو عاقلة على يد جيش الاحتلال الإسرائيلي. أجرى برنامج "ما خفي أعظم" تحقيقا خاصا وأجرى مقدم البرنامج الزميل تامر المسحال لقاءات حصرية, لا سيما مع الخبير الأمريكي الذي تولى عملية تحليل المقاطع المصورة والصوتية لجريمة الاغتيال والذي حسم الجدل في مصدر الرصاصة التي قَتلت الزميلة شيرين أثناء تغطيتها الميدانية في جنين. التحقيق الذي يحمل عنوان "قتل الأدلة" يكشف بالوثائق والشهادات, السياسة الإسرائيلية الممنهجة في التهرب من العقاب في قضايا قتل الصحفيين في فلسطين. كما يتضمن التحقيق ُ مقابلات مع محققين دوليين حققوا في قضايا اغتيال صحفيين على يد جيش الاحتلال. |               |
| 2023  | 35         | 8 سمبتمبر  | الفضاء المغلق                                      | تعرض قناة الجزيرة تحقيقا جديداً ضمن برنامجها ما خفي أعظم، حيث يفتح ملف استهداف المحتوى العربي على منصات التواصل الاجتماعي. ووثق التحقيق الذي يحمل عنوان "الفضاء المغلق" عبر تسريبات ومقابلات حصرية آليات استهداف المحتوى العربي وخصوصا الفلسطيني وتقييد وحظر آلاف الحسابات والمفردات العربية بطريقة مثيرة للجدل. وقام فريق برنامج ما خفي أعظم الذي يقدمه الزميل تامر المسحال ببحث وتجارب مستقلة على مدى أشهر لاختبار آليات الحظر والتقييد، خصوصا على منصة فيسبوك التي نالت الجزء الأكبر من الاتهامات والانتقادات باستهداف المحتوى العربي والفلسطيني. وتمكن البرنامج من مقابلة شخصيات مسؤولة عدة على صلة بالملف، بينهم مسؤولون سابقون في فيسبوك وحقوقيون. كما التقى مقدم البرنامج أحد أعضاء مجلس الإشراف في فيسبوك للرد على نتائج التحقيق. |               |
| 2024  | 36         | 24 يناير   | الطوفان                                            | |               |

## روابط خارجية
- صفحة البرنامج الرسمية على موقع الجزيرة
- صفحة البرنامج عبر يوتيوب